# Павлоградська загальноосвітня школа № 3
Павлогра́дська загальноосві́тня школа I—III ступені́в № 3 — україномовний навчальний заклад І-III ступенів акредитації у місті Павлоград Дніпропетровської області.

## Загальні дані
Павлоградська загальноосвітня школа I—III ступенів № 3 розташована за адресою: вул. Соборна, 3, місто Павлоград (Дніпропетровська область)—51400, Україна.
Директор закладу — Абабкова Наталія Борисівна вчитель Математики вищої категорії «Старший вчитель».
Мова викладання — українська/росiйська.

## Історія
Павлоградську загальноосвітню школу  №3 засновано в 1938 році. 1 грудня 1943 року, лише через два з половиною місяця після визволення міста від фашистів, в зруйнованій школі № 3 почались заняття. З 1945 по 1948 рік директором школи працював Жила Микола Андрійович. З 1949 року школою керував Заброда Федір Іванович. Саме на його плечі лягла важка праця по відновленню школи. Десять років, з керувала школою Перевязко Євдокія Андріївна, потім Заврайський Афанасій Денисович. В 70-ті роки школою керував Гайворонський Григорій Корнійович. У 80-і роки директором школи став Дмитрик Анатолій Григорович, після нього - його дружина Дмитрик Людмила Яківна. У 90-ті роки школу прийняв Плотніков Володимир Васильович. З 1999 року директором школи стала Галич Тамара Іванівна.

## Сучасність
У 2008 році було обладнано комп’ютерний клас, де є доступ до мережі Інтернет. З другого класу розпочинається вивчення інформатики за програмою «Сходинки до інформатики».
У школі  створено технологічні класи, учні яких одержують професійні знання на базі МНВК:  водій, оператор КН, кухар, слюсар, продавець, швачка. При виборі спеціальностей враховуються запити регіону  та учнів.
В школі ведеться підготовка дітей 5-річного віку до школи навчання по системі Л.В. Занкова, диференційованого навчання за Логачевською, розвиток творчих здібностей через формування навичок читання по системі О.В. Джежелей, читання за системою В.Н. Зайцева, вивчення іноземної мови з 2-го класу.
В школі впроваджено профільне навчання. 100% учнів 10-11 кл. отримують професії у НВК, а також на базі Палацу творчості дітей та юнацтва за спеціальністю “Оператор ЕОМ”. В школі працює філіал дитячої музичної школи №1.